# Парфянський похід Красса
Парфянський похід Красса — римсько-парфянский військовий конфлікт, що стався в 54-53 роках до н. е. на території північно-західної Месопотамія.

## Передісторія походу
Вторгнення римських військ під командуванням тріумвіра Марка Ліцинія Красса в парфянські володіння стало першим великим озброєним конфліктом в низці наступних римсько-парфянських воєн.
Перші контакти Римської республіки і Парфянського царста відносяться до 92 до н. е. Того року Луцій Корнелій Сулла будучи намісником Кілікії прийняв парфянське посольство і встановив дипломатичні відносини.
У 69 до н. е. під час війни римлян з понтійським царем Мітрідатом і вірменським Тиграном парфяни надали підтримку Риму, виступивши проти Вірменії. Однак, римські полководці не тільки не прагнули зберегти союзні, але і просто мирні відносини з Парфією. Луцій Ліциній Лукулл по завершенню війни з Вірменією готувався до вторгнення в зайняту парфянами Месопотамію. Змінив Лукулла на посаді командувача східною армією Гней Помпей Великий спочатку домовився з парфянами про спільні дії проти Вірменії і про розмежування володінь по Євфрату. Однак, примусивши до капітуляції Тиграна Вірменського, Помпей змінив своє ставлення до парфян. У 64 до н. е. він вторгнувся в північні райони Месопотамії, раніше визнані парфянських. Однак, війна не спалахнула, так як цар Фраат III не відповів на ворожі дії, обмежившись протестом. Після того, як Помпей відбув до Риму, парфяне відновили контроль над цими районами.
У 57 до н. е. намісник Сирії Авл Габіній готувався до вторгнення в Парфію під приводом захисту права на престол царевича Мітрідата, яке той оскаржував у свого брата Орода. Однак, Габіній отримав з Риму наказ рухатися до Єгипту. В результаті міжусобної війни, розпочатої Мітрідатом, він був розбитий, схоплений і страчений, а у Парфії з'явився молодий енергійний цар Ород II, здатний протистояти Риму в цьому регіоні.

### Становище в Римі
У результаті політичної боротьби 60-х років до н. е. в Римі було встановлено фактичне панування трьох представників римської знаті: Цезаря, Помпея і Красса, які уклали між собою таємний союз про спільні політичні дії — перший тріумвірат. У 56 до н. е. на спільній нараді в Лукка тріумвіри підтвердили раніше досягнуті домовленості, ухваливши рішення домагатися продовження проконсульських повноважень для Цезаря і консульства для Помпея і Красса.
У 55 до н. е. за підтримки Цезаря Помпей і Красс удруге були обрані консулами. Консули, по-перше, продовжили термін повноважень Цезаря в Галлії ще на п'ять років, а по-друге, поділили між собою проконсульський провінції: Помпею дісталися обидві Іспанії — Ближня і Дальня, Крассу — Сирія.

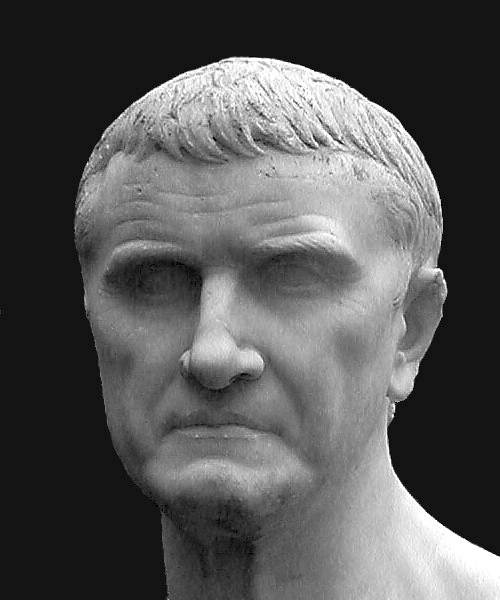
Марк Ліциній Красс

## Причини походу
У той час як Цезар і Помпей мали славу успішних полководців і впливових політиків, Красс в свої 60 років відзначився лише в придушенні повстання Спартака. Походом на Схід він хотів підняти свою політичну вагу.
Також Красс був знаменитий своєю жадібністю, яку відзначають античні автори. Незважаючи на те, що він був найбагатшою людиною Риму, Красс хотів стати ще багатшими.
Безпосередньою причиною стала громадянська війна в Парфії, що розгорнулася між претендентами на престол— братами Ородом і Мітрідатом. Повалений братом з престолу Мітрідат втік в римську Сирію і звернувся за допомогою до проконсула Авла Габінія. Але Габіній, зайнятий відновленням на престолі Птолемея Єгипетського, не зміг надати Мітрідату допомогу.
У 55 р до н. е. Мітрідат вторгся в Межиріччя і за допомогою елліністичного населення захопив Селевкію і Вавилон. Допомога Мітрідату Парфянському і стала безпосереднім приводом для римського вторгнення.

## Хід парфянського походу

### Кампанія 54 року до н.е.
Взимку 55 до н. е. Красс з 7 легіонами (близько 40 тис. чол.) відбув з Брундізія на півдні Італії і через Малу Азію дістався до Сирії. Влітку 54 до н. е. Красс, перейшовши Євфрат в північно-західній частині Месопотамії, без оголошення війни вторгся в парфянські володіння. Без опору він заволодів бзліччю грецьких міст і біля міста Іхни розбив незначний загін місцевого парфянського намісника Сіллака. До кінця літа Красс контролював північну Месопотамію аж до річки Хабор. Після штурму Зенодот, де місцеві жителі перебили римський гарнізон, армія проголосила Красса імператором.
Попри це стратегічне завдання походу не було виконане. Війська Орода II на чолі з молодим полководцем Суреном взяли Селевкію штурмом. Мітрідат був страчений, а проримська партія в Парфії розгромлена. Дізнавшись про це, Красс ухвалив рішення припинити похід. Залишивши в захоплених містах значні гарнізони, загальною чисельністю в 7000 піхотинців і 1000 вершників, Красс з настанням осені вирішив повернутися в Сирію на зимівлю.
Підсумок кампанії 54 р. до н. е.: римська армія вторглася в Північну Месопотамію і зайняла кілька міст, практично ніде не зустрівши опору. Потім, залишивши в захоплених містах гарнізони, Красс повернувся в свою провінцію. За це рішення його засуджували вже стародавні автори: Плутарх вважав, що потрібно було йти вперед, на Вавилон і Селевкію, не даючи парфянам отямитися; Діон Кассій дорікає йому за те, що він не використав сум'яття ворога в повній мірі і не залишився в Месопотамії зимувати. Надалі його вина ускладнюється ще й тим, що на зимових квартирах в Сирії він знехтував турботами про поповнення і бойової підготовки своїх легіонів, займаючись більше особистим збагаченням, ніж підготовкою до майбутньої кампанії 53 р. до н. е., яка в майбутньому принесла невдачу та багато втрат.

### Кампанія 53 року до н.е.
Парфянський полководець Сурена був головою одного з найсильніших кланів. Він очолював лише частина парфянського війська, що складалася в більшості з підвладних особисто йому васалів, за етнічною приналежністю багато з них відносилися до Саків. Інша частина парфянського війська на чолі з царем Ородом II повинна була рушити в межі Вірменії, щоб впливати на вірменського царя і змусити його відійти від союзу з Римом. Сурену ж треба було стримувати римські війська, поки не виконає свою місію і не підійде на допомогу військо на чолі з самим царем. Але Сурена не став чекати і виправдав свою репутацію мудрого правителя і вправного полководця.
Отже, незадовго до полудня 6 травня 53 р розвідка римського війська донесла про наближення парфян. Це сталося неподалік від стародавнього міста Карри.
Перші дії Красса відрізнялися необдуманістю. За порадою свого помічника Кассія він розтягнув військо по всій рівнині, як ніби боявся втратити противника. Потім, мабуть, він ухвалив рішення зламати противника згуртованим ударом основної сили військ — шести легіонів. Одним крилом побудови командував Кассій, іншим— Публій, син Красса, що служив до цього походу в Галлії під командою Гая Юлія Цезаря.
Наступаючи, римляни вийшли до річки Балліс. Воєначальники радили Крассу зупинитися тут і розбити табір. Створення укріпленого пункту в пустелі біля джерела води дало б римлянам цілий ряд переваг: можливість самим вибрати час битви, відпочити, ґрунтовно розвідати місцевість, виявити сили противника. Але Красс наказав швидко рухатися вперед. Між тим парфяни, прикрившись невеликими передовими загонами легкої кінноти, розгортали свої сили для битви. Для початку полководець парфян Сурена спробував надати на римлян психологічний тиск. Незабаром Сурена почав бій атакою катафрактарії. Вершники в залізних обладунках повинні були засмутити римське каре, а кінні лучники довершити розгром втратив лад противника. 1 тис. тяжко озброєних вершників вдарили на римські легіони, але глибока побудова римлян дозволила відобразити лобову кінну атаку. Катафрактарії відійшли, і кінні стрілки стали охоплювати з усіх боків римський чотирикутник. Вислана вперед римська легка піхота спробувала їх відтіснити, але парфяни, трохи відступивши, обсипали її стрілами і загнали знову в каре. Слідом за цим град стріл вдарив по зімкнутим рядах легіонів. Римляни з жахом виявили, що парфянські стріли пробивають їх обладунки. Судячи з подальших подій, Красс вирішив контратакувати резервом, щоб під його прикриттям відійти на більш вигідну позицію.
Син Красса Публій з 1 тис. галльських вершників, 300 легких піхотинців, 500 піших лучників і 8 когортами важкої піхоти кинувся на парфянських лучників. Ті стали відступати. Публій переслідував їх і випустив з уваги основні сили римської армії. Раптово парфяни, підтримані великими силами, серед яких були і катафрактарії, повернули і атакували Публія Красса з усіх боків. За тим Публій був убитий. Сурена наказав провезти перед рядами військ голову Публія, насаджені на вістря списа.
З темнотою бій стихло. Сурена запропонував Крассу здатися, обіцяв йому життя і дав ніч, щоб оплакати смерть сина. Вночі Красс втратив самоконтроль, а з ним і управління військами. Військовий рада вирішила залишити поранених і відступити під прикриттям темряви.
Незабаром Сурена виявив, що Красс із залишками армії ховається в Каррах. Римляни знову вирішили піти під покровом ночі. Їх провідник, колишній на винагороді у парфян, завів римську колону в болото. Розгубленим римлянам Сурена від імені свого царя запропонував перемир'я. Римське військо стало тиснути на Красса, щоб він прийняв цю пропозицію. Красс попрямував на переговори, але був під час них убитий. Йому відрубали голову і праву руку.

## Наслідки походу
Після вбивства Красса частина римських військ здалася, деякій частині вдалося сховатися, багато з втікачів були виловлені і перебиті місцевими кочівниками. Римляни втратили до 20 тис. убитими і до 10 тис. полоненими. Про втрати парфян в джерелах не згадується.
Поразка римської армії при Каррах і Сінаці на багато століть визначило східну політику Риму і зумовило розвиток ситуації в регіоні. Після своєї перемоги парфяни вторглися в провінцію Сирію, взяли в облогу міста. Вірменський цар уклав з Парфією союз, на сторону парфян перейшли дрібні князі Едеси,Коммагени та інших територій. Однак внаслідок внутрішньої боротьби парфяни пішли назад за Євфрат, і римляни відновили свій контроль над землями по його правому березі. Згодом війни Риму з Парфією йшли з перемінним успіхом. Римлянам вдалося нанести парфянам нищівної поразки при Гіндару в 38 р. до н. е., зробити кілька походів за Євфрат. Але глобальних завоювань на східному напрямку римляни більше не мали. Верхів'я Євфрату і Тигра на довгі роки стали прикордонною зоною.
У 20 р до н. е. парфянский цар Фраат IV, стурбований внутрішніми протиріччями, уклав з римлянами мир, повернув полонених і прапори, захоплені при Каррах і в наступних зіткненнях, і надіслав в якості заручників своїх синів, оскільки побоювався, що парфянська знати буде використовувати їх в боротьбі проти нього самого. У Римі ці події були витлумачені як капітуляція Парфії. Римляни задовольнилися зовнішнім проявом покірності, але далі на схід просуватися все одно не стали.

## Оцінка діяльності Красса
Парфянський похід М. Ліцинія Красса є, як здається, одним з найменш дискусійних сюжетів римської історії. На перший погляд, оцінки тут давно устоялися і переходять з однієї роботи в іншу лише з деякими відмінностями в нюансах. При цьому всі вони походять ще до античної традиції, і, взяті разом, являють собою свого роду «обвинувачувальний акт» проти невдалого тріумвіру. Набір звинувачень в загальному зводиться до наступних пунктів:

-керуюсичь виключно своєю жадібністю і спрагою військової слави, він почав війну проти народу, який не давав до того ніякого приводу;

-ще до походу він вдавався до «шапкозакидальних» настроїв, вважаючи війну «легкою, славною і вигідною» і будував грандіозні плани завоювань на Сході;

-поспішаючи виступити в похід, він зважився на зимову переправу на Балканський півострів і в підсумку втратив багато людей і суден;

-діставшись до театру військових дій, він не став розвивати успіхів, досягнутих їм спочатку, але відвів війська на зимові квартири — знову-таки, не в силу стратегічної необхідності, а з метою особистого збагачення;

-він виключно бездарно керував кампанією 53 р. до н. е., занадто пізно виступив в похід, надмірно довіряв провідникам, які виявилися зрадниками, погано уявляв противника, робив помилку за помилкою в битві при Каррах.

До того ж Плутарх чітко зазначив вид цого діяльності: «Справи його … личили швидше ділку, ніж полководцю».
Підсумок усього цього закономірний: військова катастрофа всесвітньо-історичного значення, що мала наслідком тривалу на багато десятиліть конфронтацію двох супердержав давнини.